# Холляйн, Ханс
Ханс Холляйн (нем. Hans Hollein; 30 марта 1934, Вена — 24 апреля 2014, там же) — австрийский архитектор и дизайнер.

## Биография
Закончил венскую Академию изобразительных искусств, посещал Иллинойсский технологический институт и Калифорнийский университет. Проработав несколько лет в США, Швеции и других странах, Холляйн вернулся на родину и в 1964 г. основал своё архитектурное бюро. Кроме того, он занимался преподаванием в Сент-Луисе, Дюссельдорфе и Вене, пробовал себя в качестве дизайнера, театрального художника и организатора выставок.
В 1960-е Холляйн присоединился к группе архитекторов-новаторов, самым известным из которых был Фриденсрайх Хундертвассер. Художники выступали против господствовавшего в послевоенном зодчестве функционализма, выпускали манифесты в защиту «чувственной красоты стихий», делали проекты утопически разместившихся на фоне природы поселений. Одновременно Холляйна как архитектора интересовали выживание в экстремальных условиях, моделирование временного жилья, дизайн мелких изделий, которые должны были сложиться в коллаж мира будущего.
Одним из первых заказов для Холляйна стал свечной магазин Ретти. Крошечное помещение, оформленное при помощи алюминия и зеркал, стало самым маленьким архитектурным произведением, удостоенным американской премии Рейнольдса. После этого он спроектировал ещё несколько интерьеров для магазинов и бутиков.
Холляйн участвовал в проектировании Олимпийской деревни для Игр в Мюнхене. Он позаботился не только о проложенных вдоль улиц ярких трубах, но и об экранах проекторов, подогреве полов, подаче свежего воздуха. Отмечался разительный контраст между архитектурой деревни, символизировавшей коммуникацию между людьми, и трагическими событиями, произошедшими в ней.
Оставаясь верен постмодернизму, Холляйн называл архитектуру «контролем температуры тела», «защитным кожухом» и «кондиционированием психологического состояния».

## Известные работы

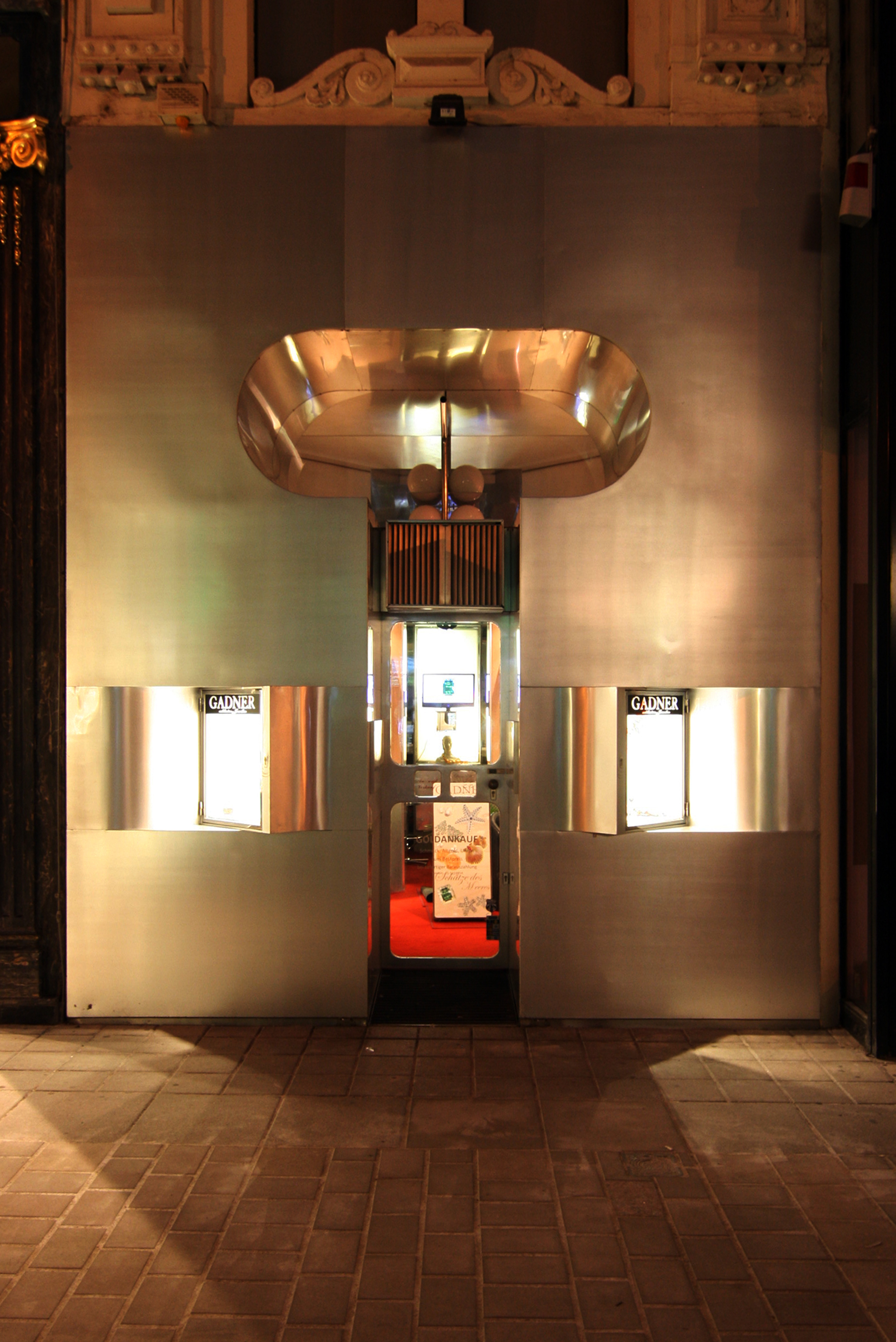
Свечной магазин Ретти (Вена, 1965)
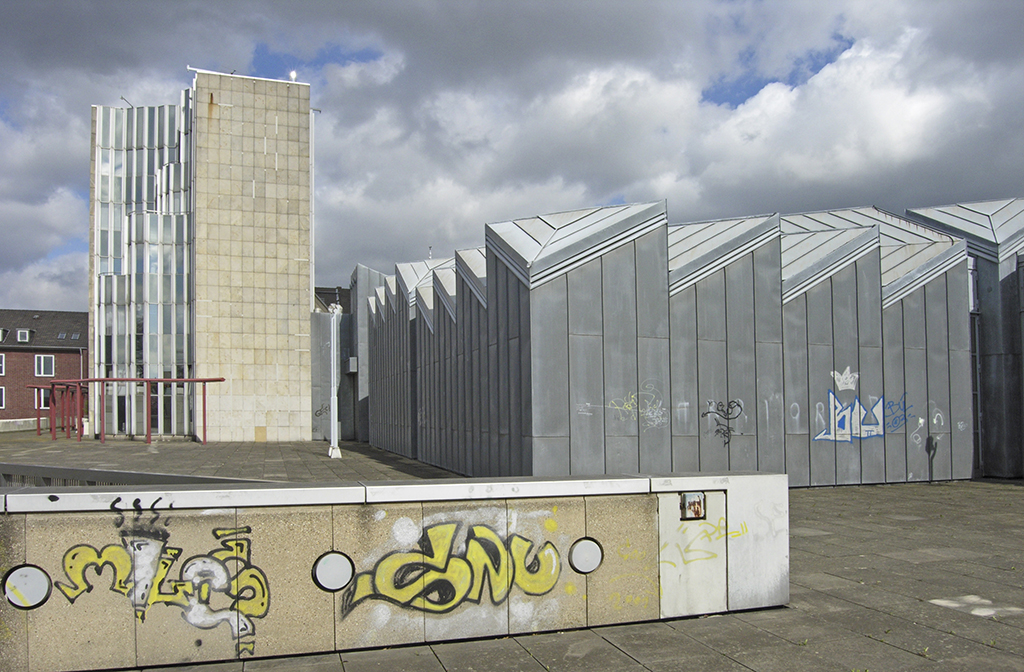
Музей Абтайберг (Мёнхенгладбах, 1972—1982)
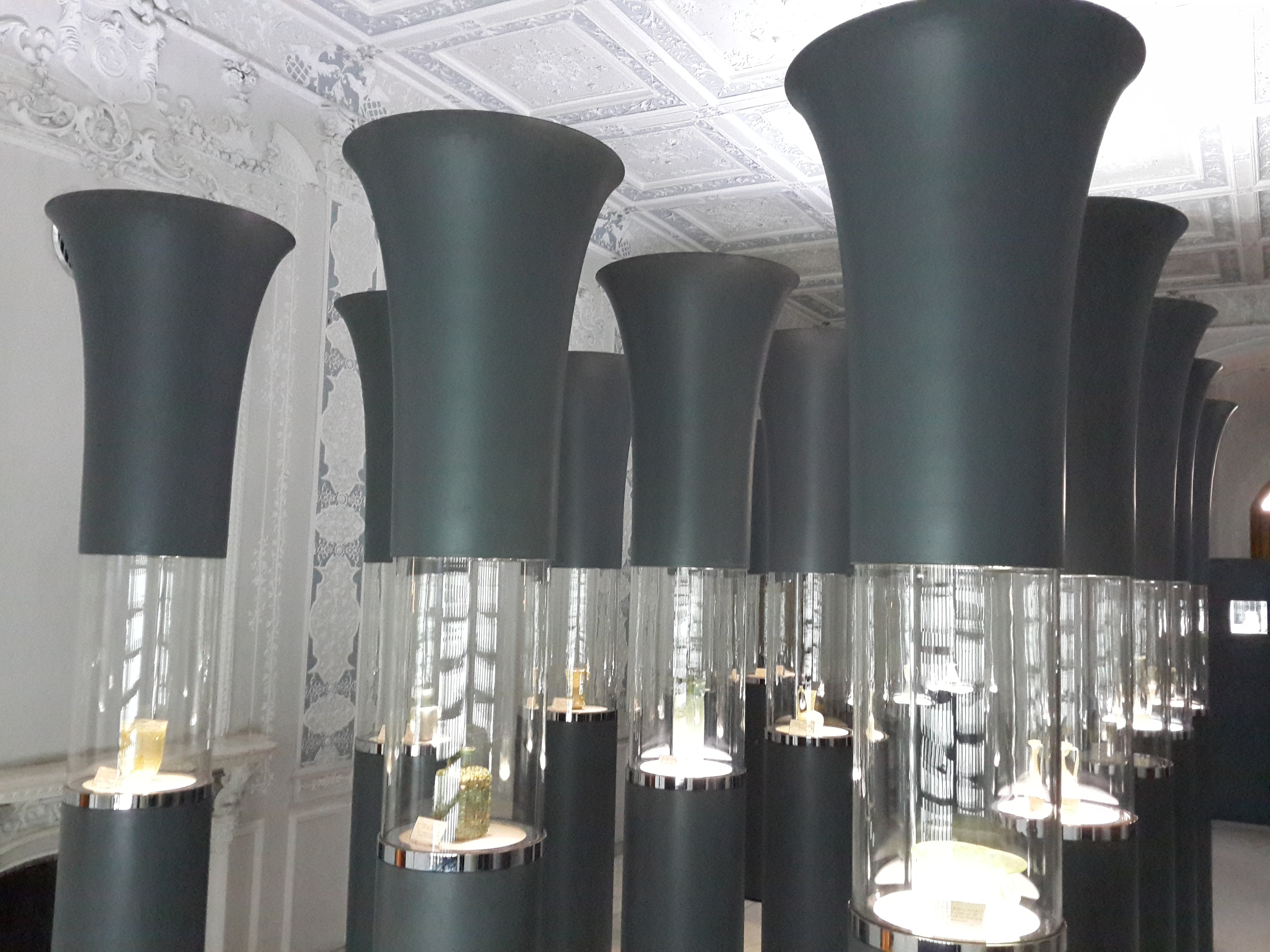
Интерьер музея стекла и керамики (Тегеран, 1978)
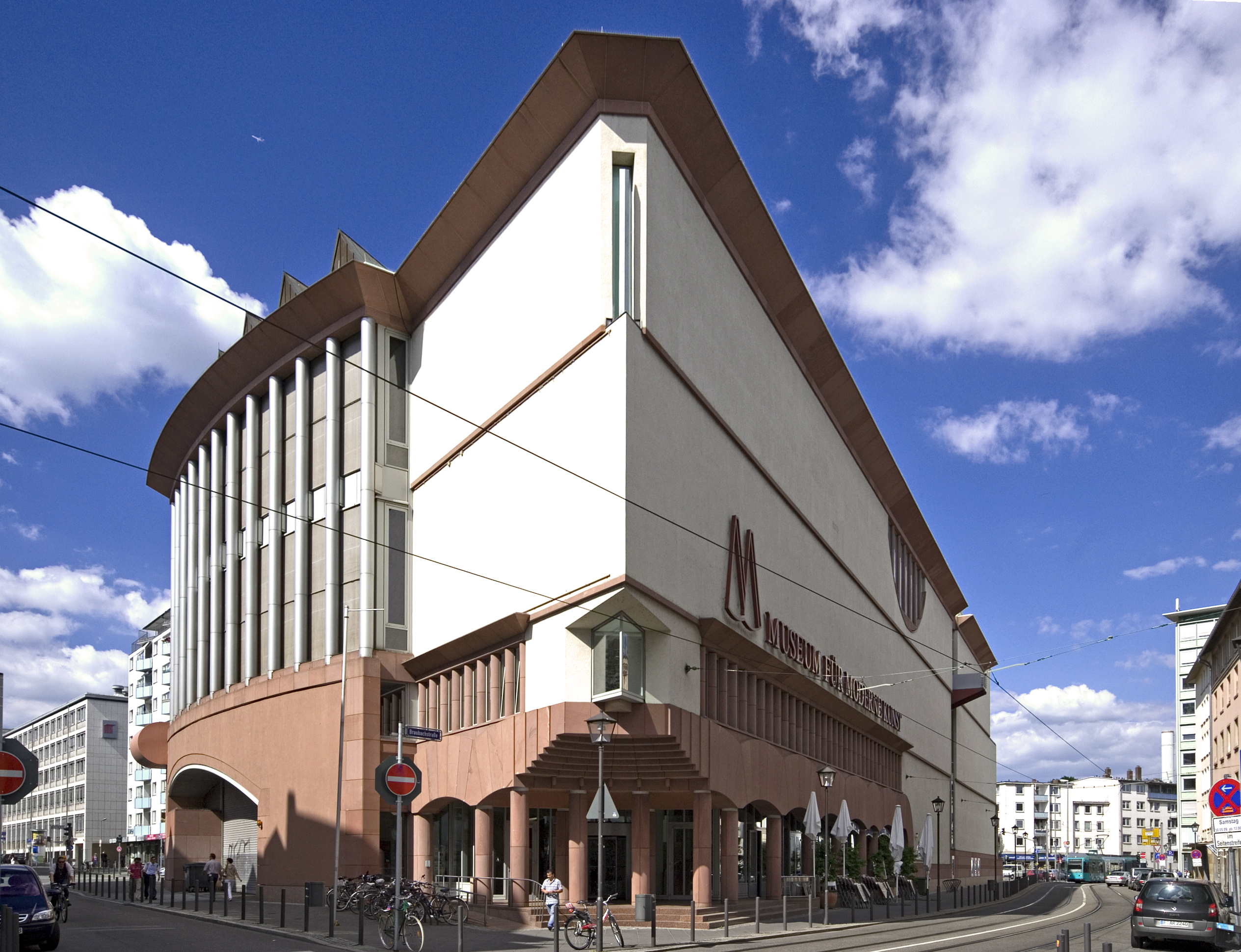
Музей современного искусства (Франкфурт-на-Майне, 1987—1991)
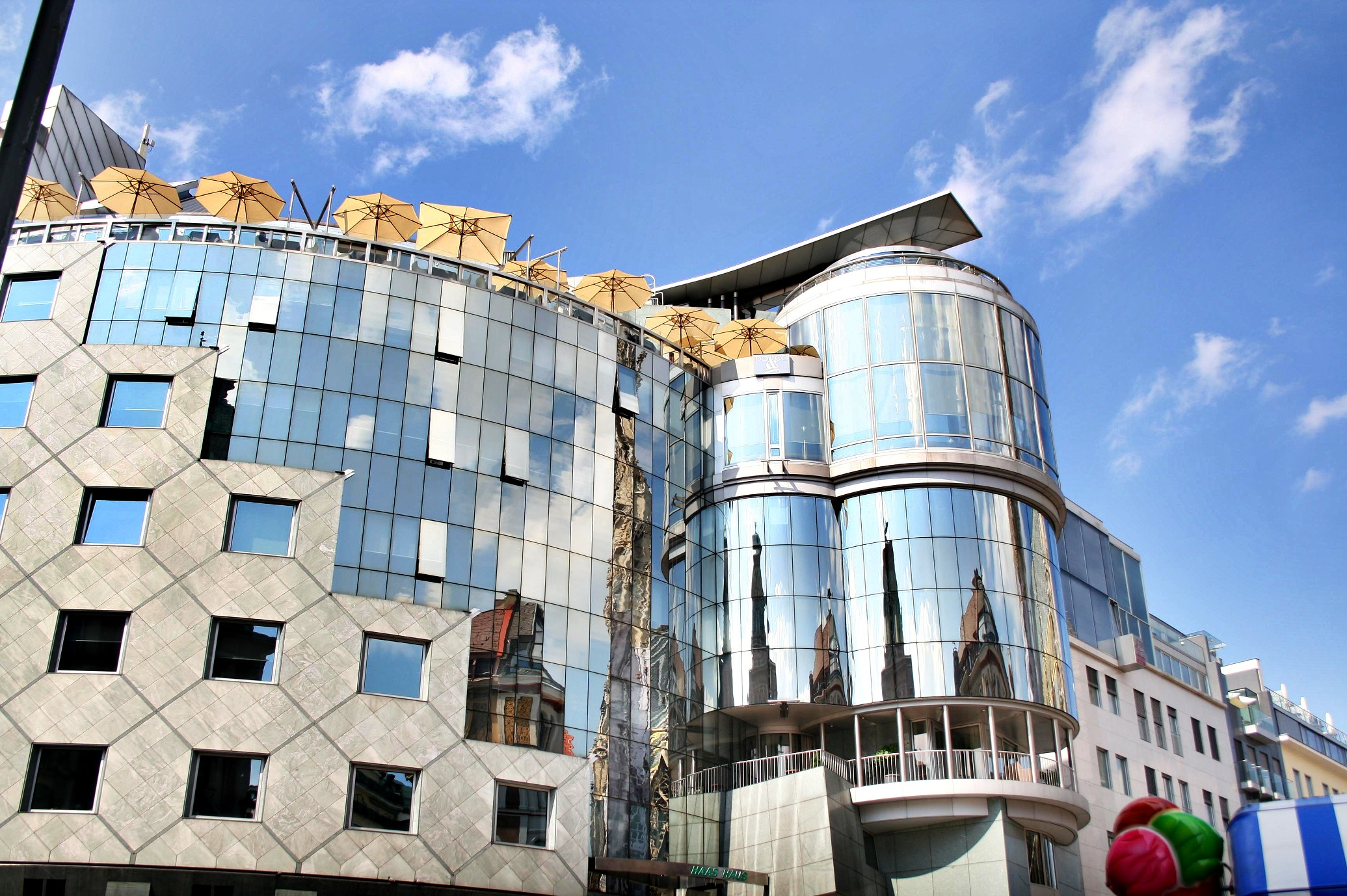
«Хаас-Хаус» (Вена, 1990)
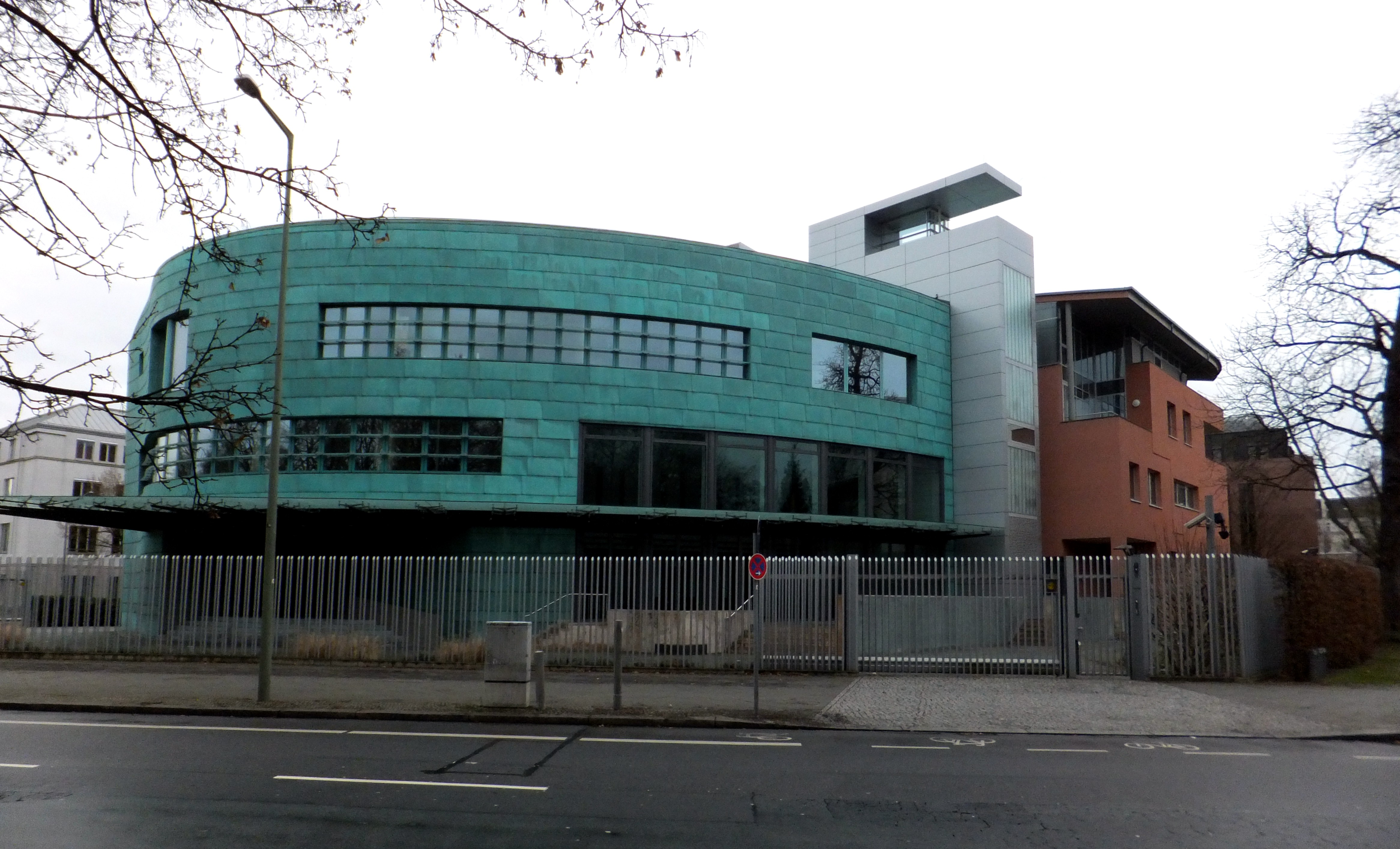
Австрийское посольство (Берлин, 1996—2001)
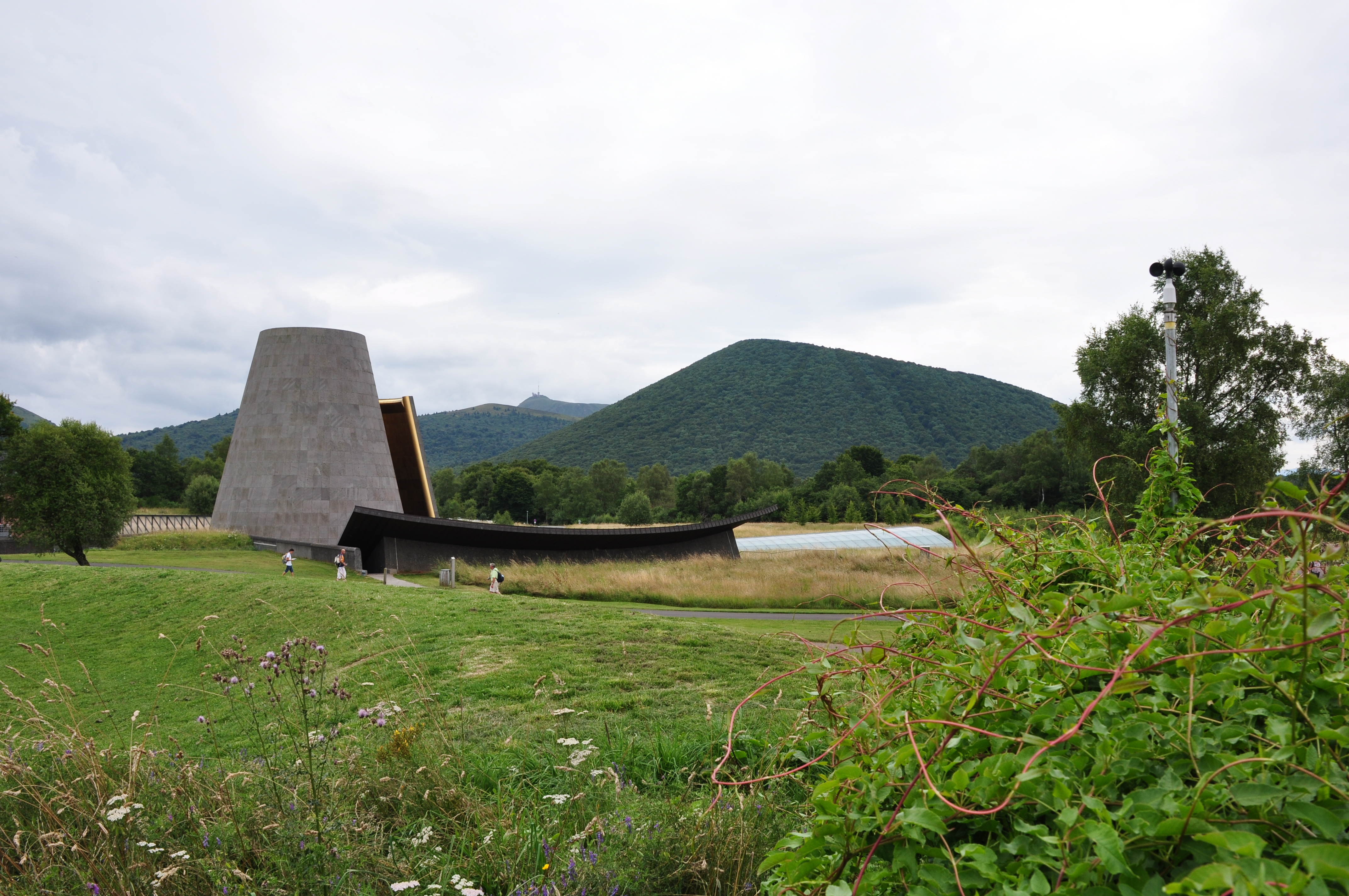
Парк «Вулкания» (Сент-Урс, 1997—2002)
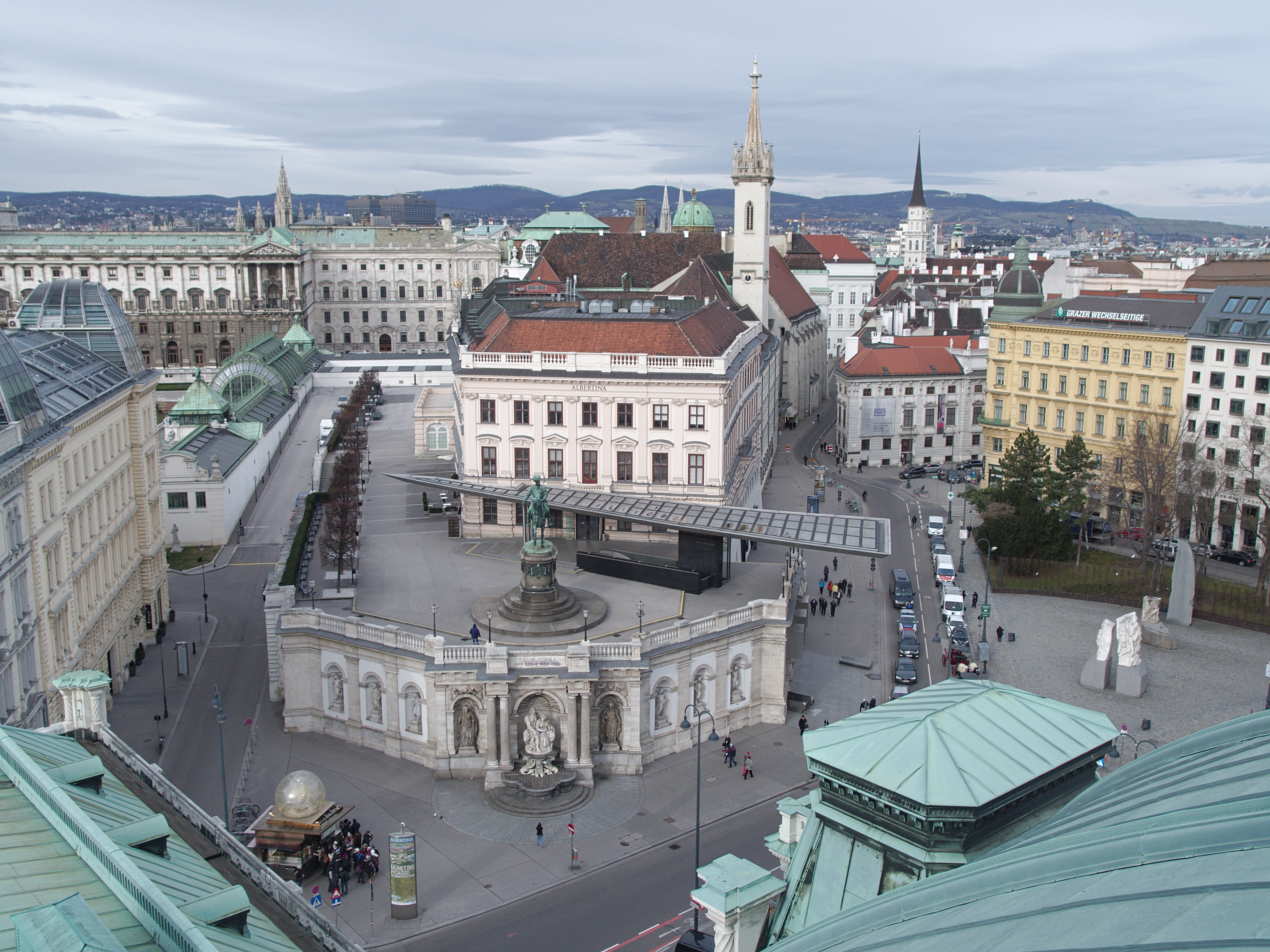
Титановый навес «Крыло Соравия» над входом во дворец эрцгерцога Альбрехта (Вена, 2003)
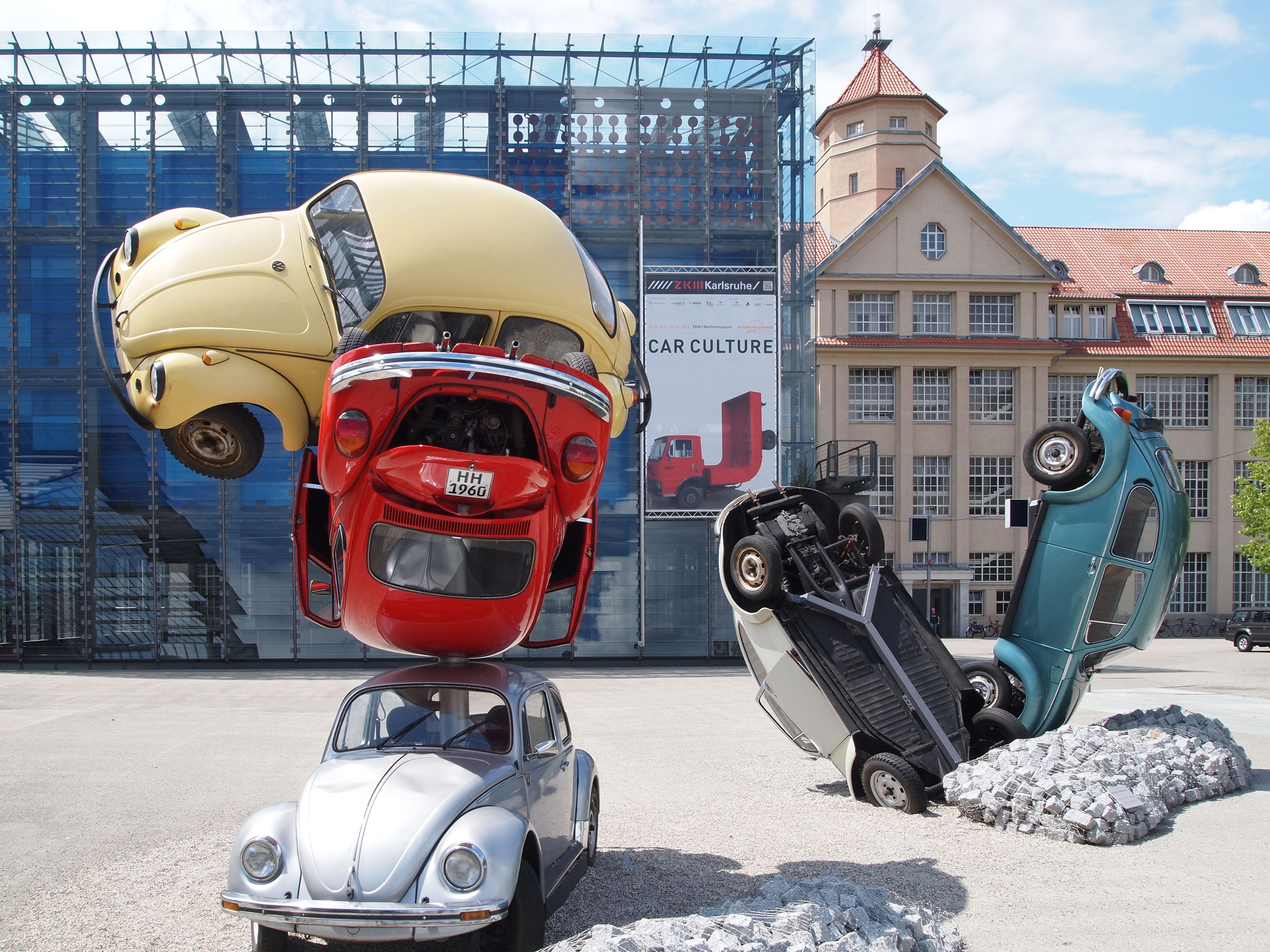
«Car Building» к выставке «CarCulture» в Центре искусств и медиатехнологий, Карлсруэ, Германия, 2011